# نمک اورموس
در متون مختلف اورموس به دو معنی به کار می‌رود. یکی به معنی موادی که سبکتر از هوا هستند و دوم نمک مایع اورموس. موضوع مقاله ما نمک مایع اورموس (ormus salt water) است. این مایع با پایه نمک معمولی ساخته می‌شود ولی ترتیب اتمها به گونه ای تغییر می‌یابد که نمک همانند یک مایع ژلاتینی به شکل پایداری در آب باقی می‌ماند و ته‌نشین نمی‌شود. مواد تشکیل دهنده آن نمک با مقداری بالاتری از املاح منیزیوم، و هیدروکسید سدم برای عمل آوری محصول.

## تاریخچه
برخی معتقدند که این ماده اولین بار در مصر ساخته شده‌است، اما برخی دیگر به دلیل شباهت منطقه هرمز با نام اورموس، ساخت آنرا از ایرانیان نسبت می‌دهند. بیشتین کاربرد آن در متون کیمیای بوده و امروز از آن در مصارف پزشکی در طب جایگزین بهره گرفته می‌شود. ادعا می‌شود که این نمک در دردهای پرامنده عضلانی (فیبرو میالژیا) و.. مؤثر است.

## روش ساخت
برای این کار ابتدا pH آب را با استفاده از هیدروکسید سدیم تا ۱۰٫۷۸ افزایش می‌دهند و محلول به دست آمده را با همزن در حال حرکت نگه می‌دارند. سپس نمک مورد نظر را به آرامی به آن اضافه می‌کنند، نمک شروع به حل شدن در آب می‌نماید و آنقدر اشباع می‌شود که ناگهان به شکل یک مایع ژلاتینی در انتهای ظرف ظاهر می‌شود. یکی ازمناسب‌ترین نمکها برای ساخت اورموس با کیفیت در جهان نمک هیمالیا و نمک دریاچه ارومیه می‌باشد.